# Cuartel de la Guardia Real de Caballería (Copenhague)
El Cuartel de la Guardia Real a Caballo (Hestegardekassernen), situado en el número 26 de Frederiksholms Kanal, en Copenhague (Dinamarca), sirvió de cuartel a la Guardia Real a Caballo desde 1792 hasta 1866. El edificio se encuentra en el lado sur de un callejón cerrado que conecta el canal Frederiksholm con Vester Voldgade. Junto con Civiletatens Materialgård y Fæstningens Materialgård, forma un grupo de edificios bajos y encalados de color amarillo, todos ellos catalogados, en el lado selandés del canal, frente a la pequeña isla de Slotsholmen, donde se encuentra el palacio de Christiansborg. El edificio de almacenamiento de heno, situado al final del cuartel, frente a Vester Voldgade, almacenaba originalmente heno para los caballos del rey en las Caballerizas Reales, pero más tarde también sirvió a la Guardia Real de Caballería. Tanto el cuartel como el almacén de heno son utilizados actualmente por el Ministerio de Educación.

## Historia

### Cuartel de la Guardia Real de Caballería

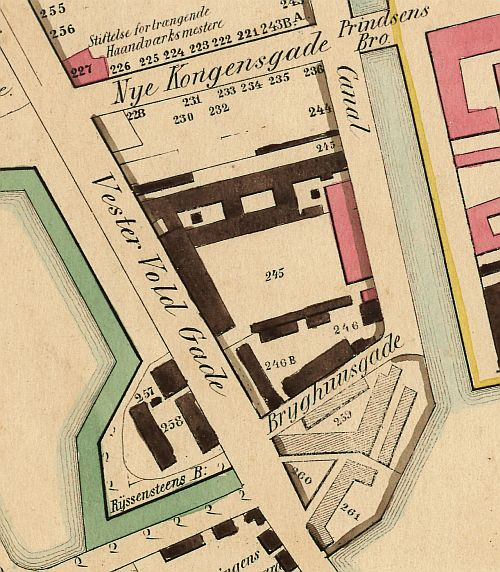
El Cuartel de la Guardia Real de Caballería, visto en un detalle del mapa.

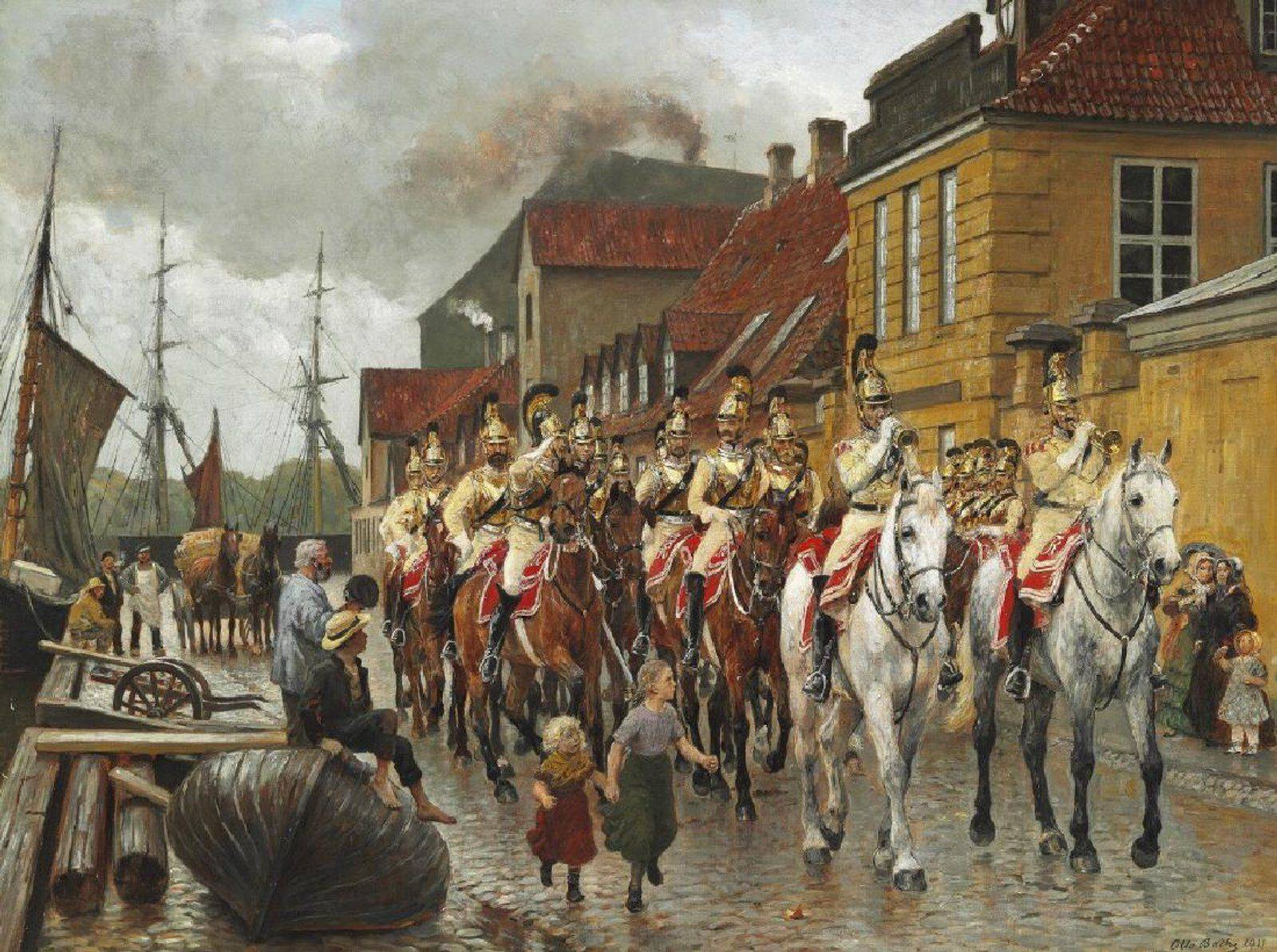
El Cuartel de la Guardia Real de Caballería en el Canal de Frederiksholm, cuadro de Otto Bache

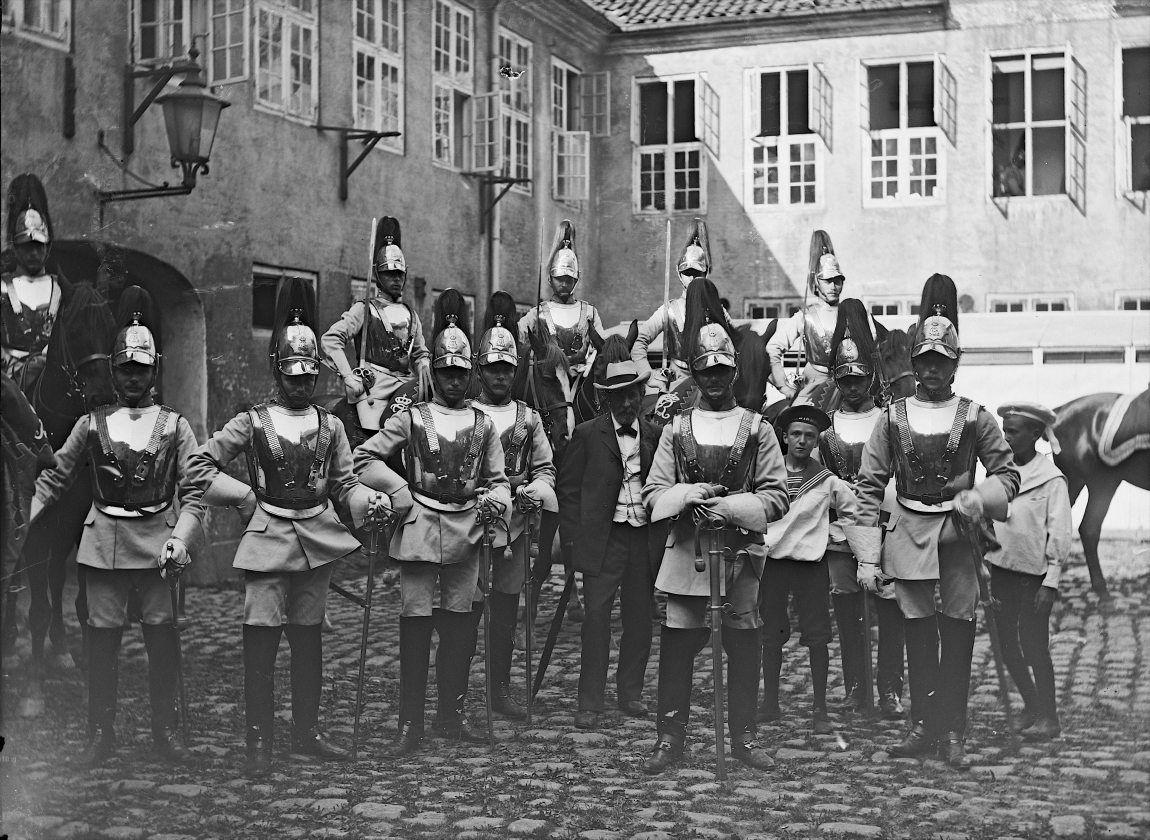
Guardias Reales a Caballo fotografiados en el cuartel el 27 de julio de 1908

Desde 1755, la Guardia Real tenía su base en Gardergården, en Vestergade (n.º 18). El complejo tenía capacidad para 77 caballos y era de propiedad privada. Garvergården siguió en uso hasta que se quedó pequeño en 1792 y el edificio fue destruido por el incendio de Copenhague de 1795. El nuevo cuartel de Frederiksholms Kanal fue diseñado por el arquitecto de la corte Andreas Kirkerup y construido en una estrecha franja de terreno que hasta entonces había formado parte de los terrenos de Civiletatens Materialgård. El nuevo cuartel estaba convenientemente situado, cerca del palacio de Christiansborg, al otro lado del canal, donde el regimiento prestaba servicio como guardia real. El edificio sufrió un incendio en 1798, pero fue reconstruido ese mismo año. Hacia 1842, el compositor Hans Christian Lumbye tuvo una residencia en el edificio.

### Uso posterior

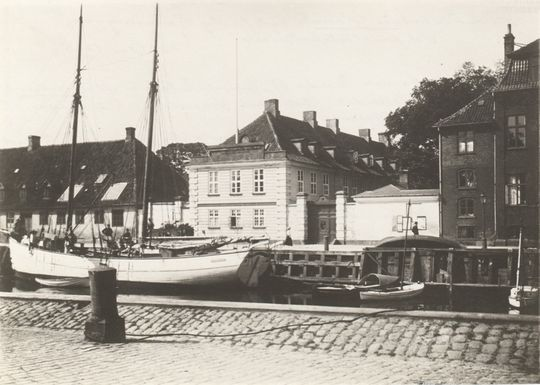
El cuartel de artillería a finales del siglo XIX

Los Guardias Reales a Caballo se disolvieron en 1866 y, en 1969, el 2.º Regimiento de Artillería se hizo cargo de las instalaciones, que entonces se conocían como Cuartel de Artillería, hasta 1925, cuando se trasladaron a una nueva instalación en Artillerivej, en Amager, al otro lado del puerto.
A continuación, el Ministerio de Educación se hizo cargo del edificio. Muchas otras instituciones y particulares alquilaron habitaciones en el edificio en los años siguientes.

## Arquitectura

### Cuartel de la Real Guardia de Caballería

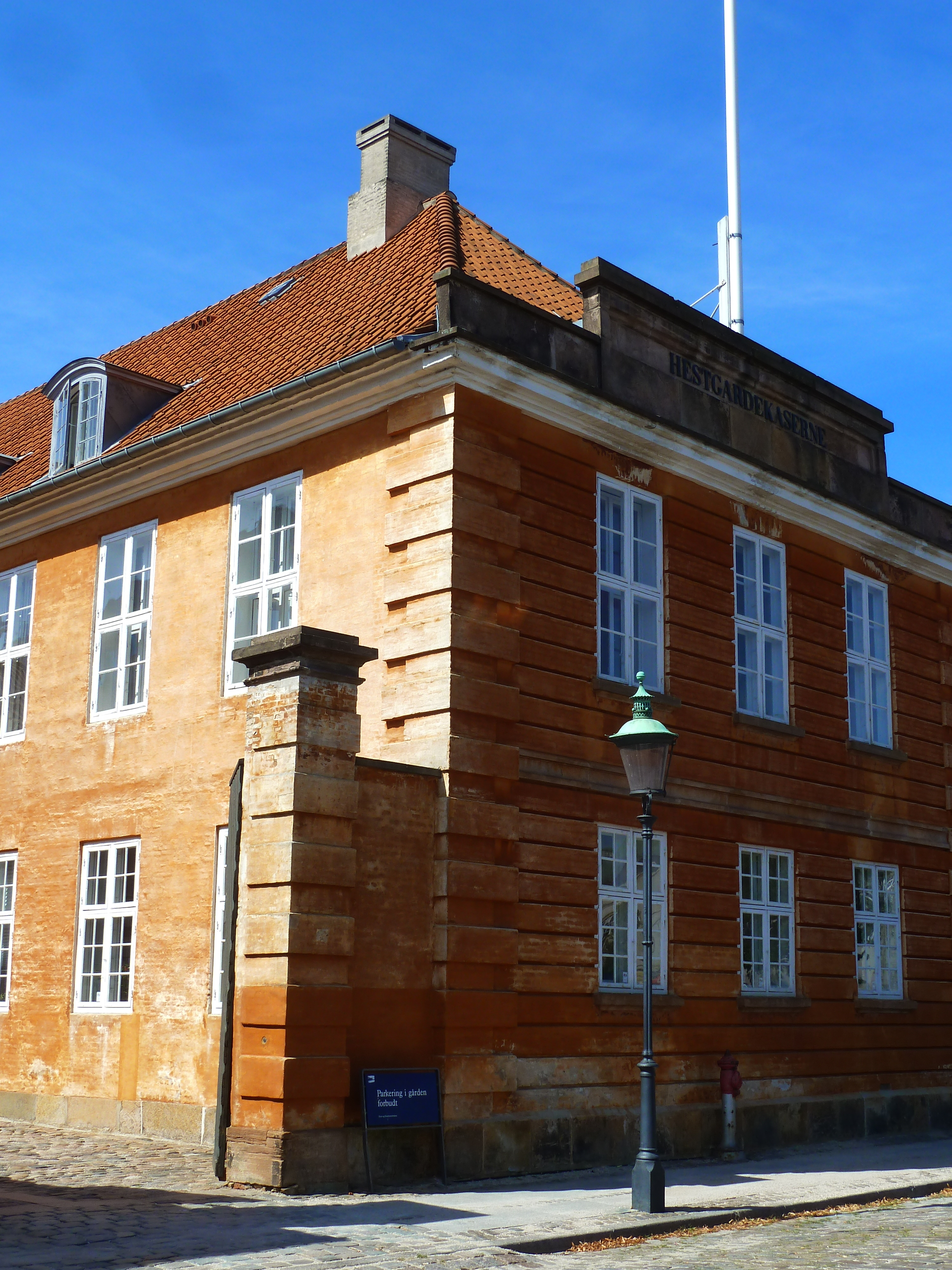
El cuartel visto desde el canal con la puerta que da a una de las tres puertas de su parte trasera

Se trata de una larga ala de dos plantas que va desde el canal Frederiksholm hasta el edificio de almacenamiento de heno en Vester Voldgade, a la que se accede desde un callejón adoquinado con una puerta en cada extremo que conecta las dos calles. La fachada es de mampostería encalada de color naranja, dividida por lesenas, pero, por lo demás, tiene poca ornamentación. Tiene un tejado de tejas rojas con numerosas ventanas abuhardilladas.
Esta ala principal está conectada en la parte trasera con un edificio paralelo que forma parte del Civiletatens Materialgård mediante varias alas traseras cortas, formando tres patios interiores. El más cercano al canal se entra directamente desde el Frederiksholms Kanal y los otros dos se accede a ellos a través de puertas arqueadas del edificio del cuartel. La planta baja se destinó originalmente a establos, mientras que en el primer piso había viviendas y en el ático se almacenaban los piensos.
En 1918, los edificios fueron incluidos en la lista del Patrimonio Danés, junto con el Civiletatens materialgård, y fueron restaurados por Arkitema entre 1996 y 1997.

### Edificio de almacenamiento de heno
El edificio de almacenamiento de heno (Hømagasinet), en el número 199 de Vestervoldgade, con el frontón hacia el callejón, se construyó originalmente en 1740 para albergar el heno destinado a los caballos del rey. Las caballerizas reales estaban situadas en el palacio de Christiansborg, pero el riesgo de incendio hizo que el almacén de heno se desplazara al otro lado del canal. El edificio quedó destruido en el incendio de 1798, que también afectó al edificio de los cuarteles, y después se utilizó para almacenar heno para los caballos de la Guardia Real. Gran parte del edificio fue demolido en 1939 para dejar paso al edificio Post Giro, construido según un diseño de Thorvald Jørgensen.

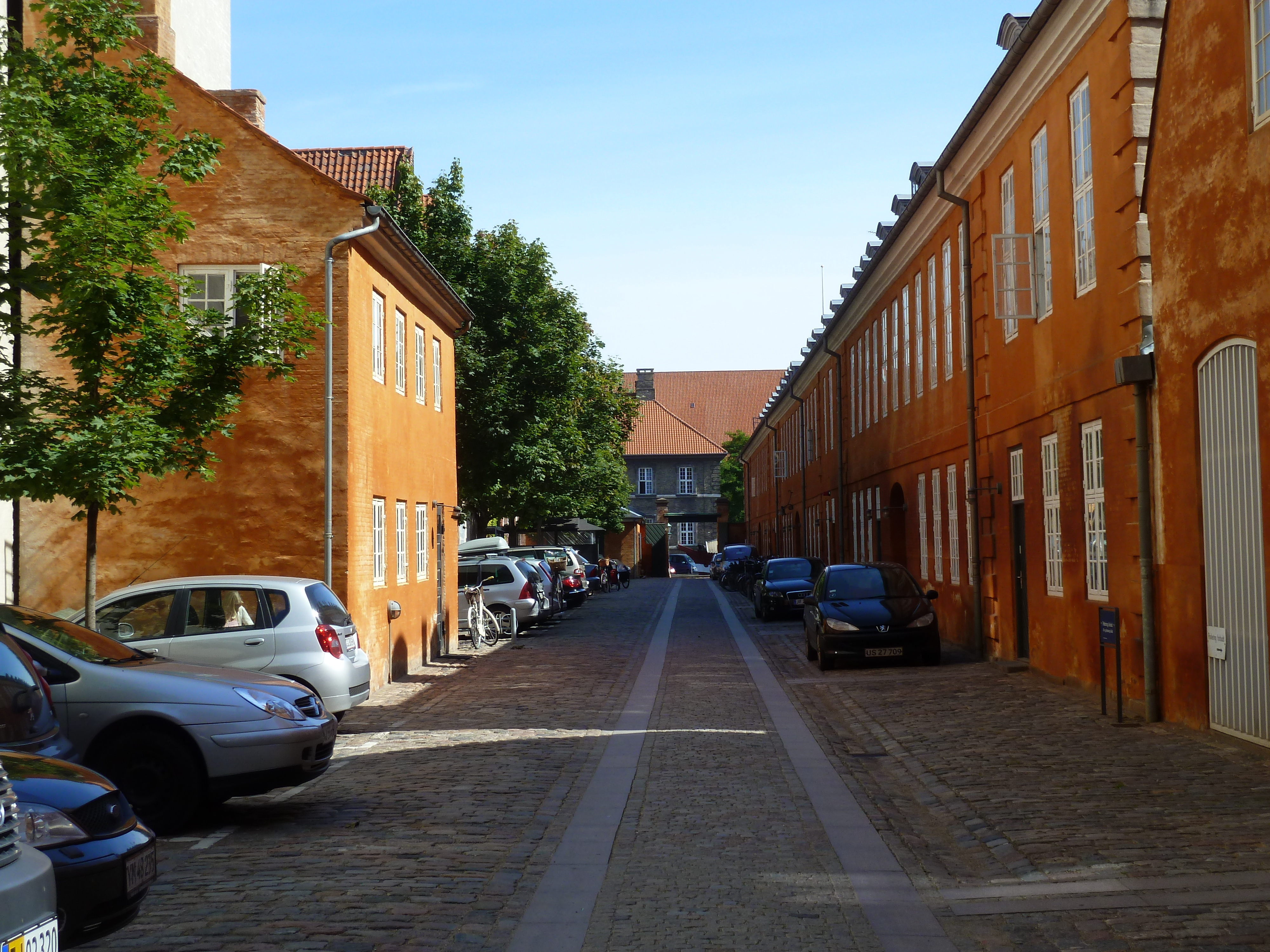
El callejón frente al edificio.
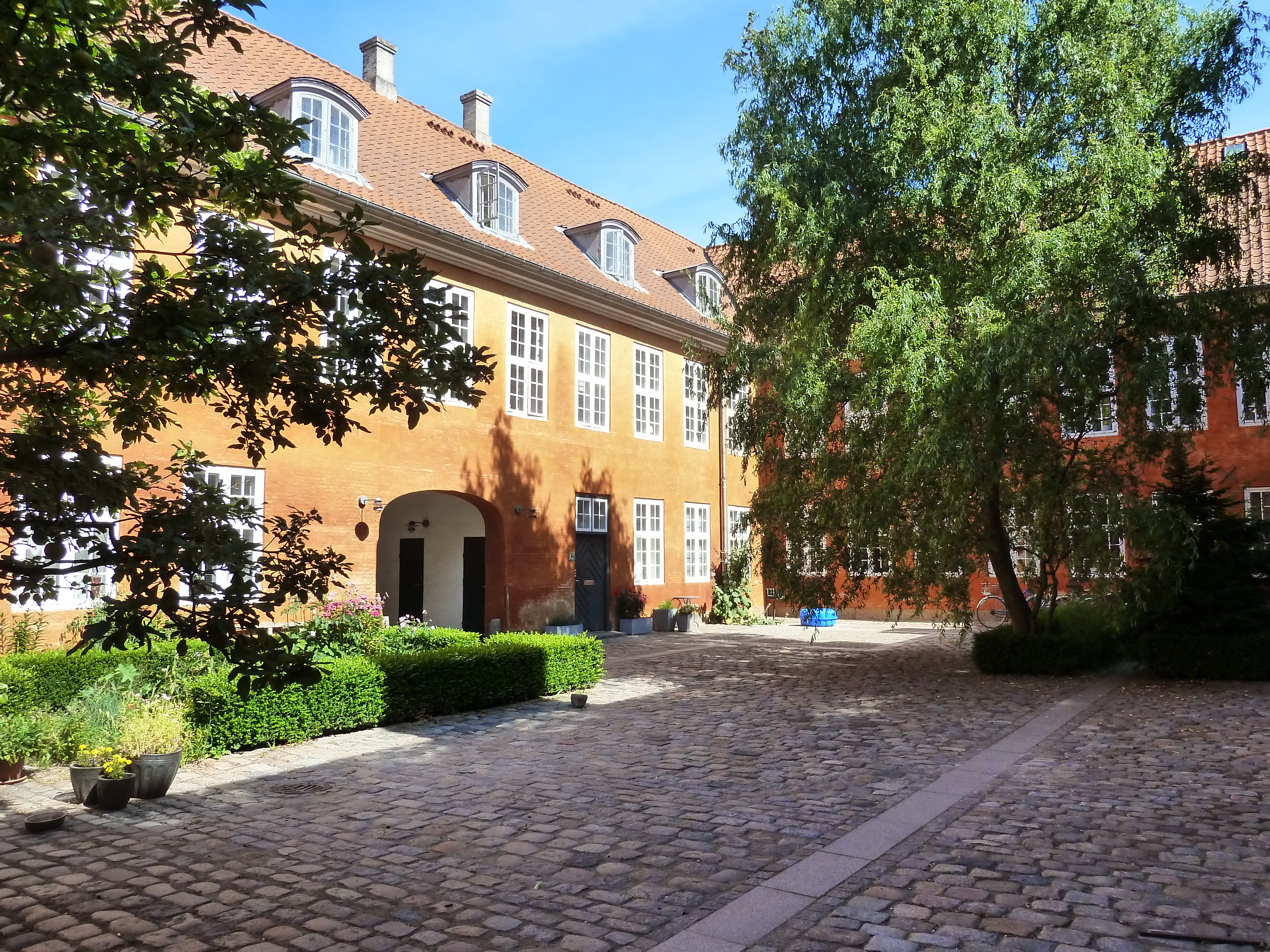
Uno de los patios en la parte trasera del edificio.
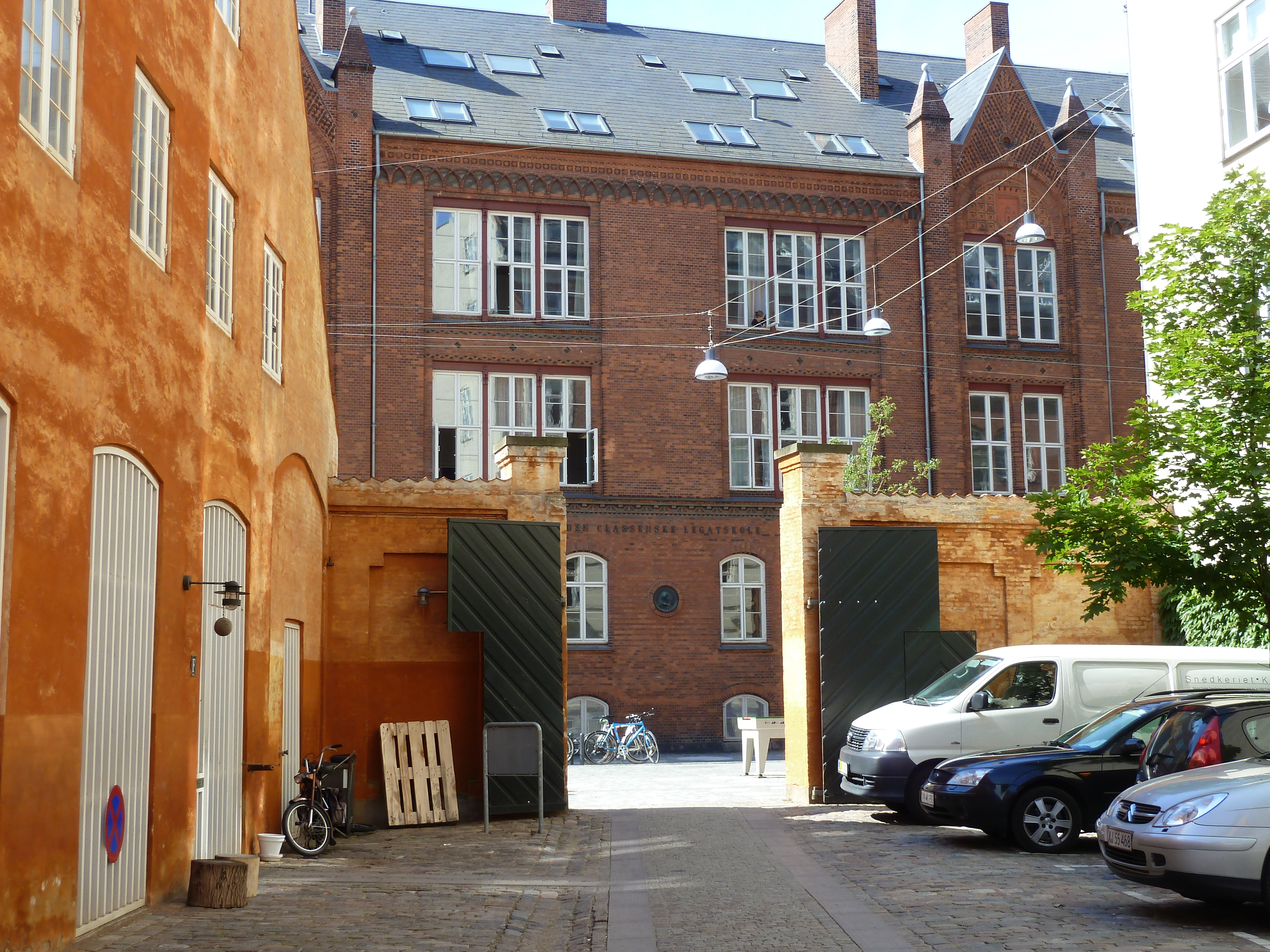
La puerta hacia Vester Voldgade y a la izquierda el frontón del almacén de heno
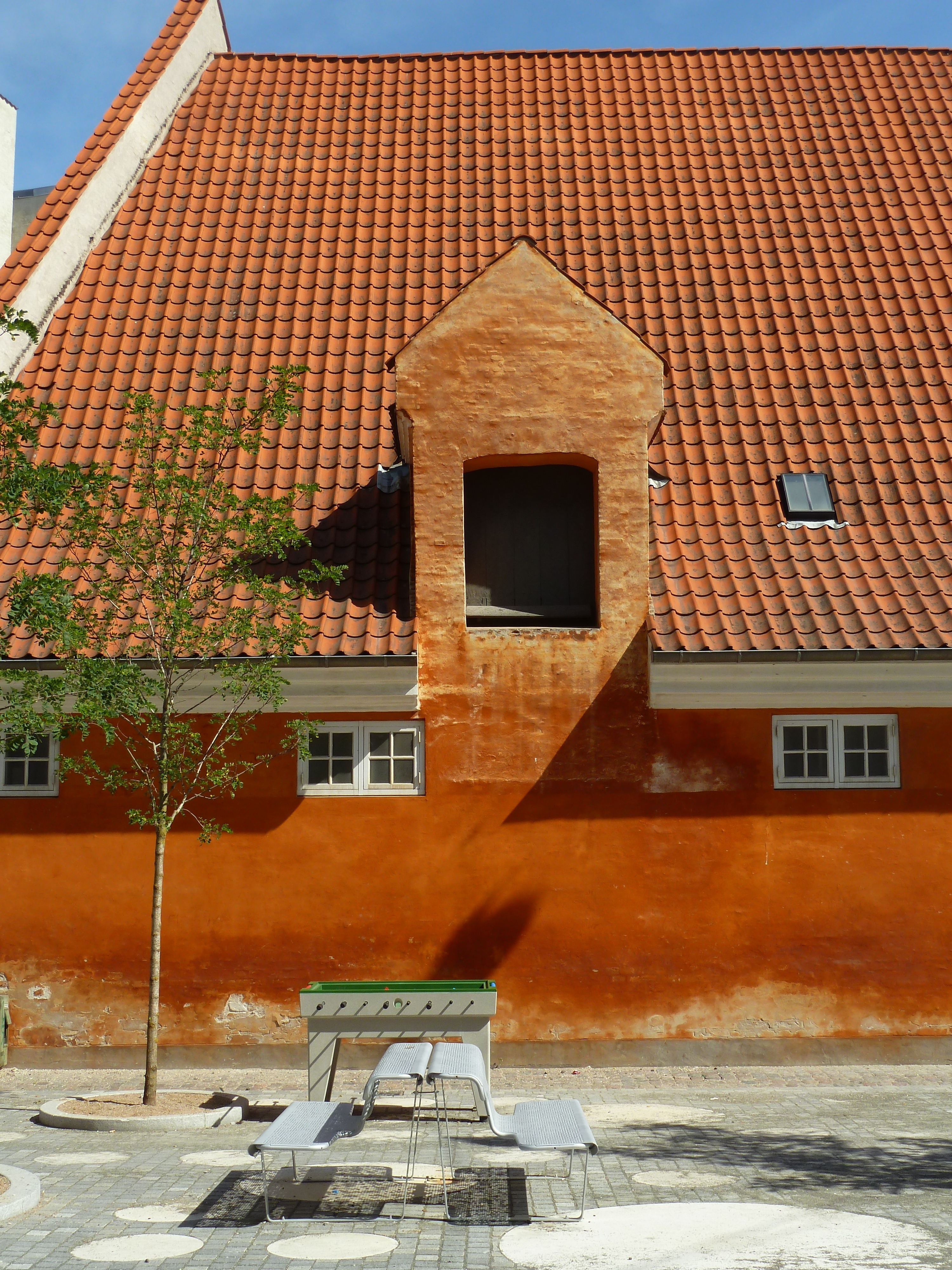
El almacén de heno visto desde Vester Voldgade

## El Cuartel de la Guardia de Caballería en la actualidad
El edificio ha sido utilizado por el Ministerio de Educación desde 1927. En la actualidad, alberga la mayor parte de la Agencia de Educación. También hay varias residencias que dan al patio más cercano a Vester Voldgade.